# Charbonnières-les-Vieilles
Charbonnières-les-Vieilles é uma comuna francesa na região administrativa de Auvérnia-Ródano-Alpes, no departamento Puy-de-Dôme. Estende-se por uma área de 32,59 km². Em 2010 a comuna tinha 1 119 habitantes (densidade: 34,3 hab./km²).